# جاگدیش باگواتی
جاگدیش باگواتی (انگلیسی: Jagdish Bhagwati؛ زادهٔ ۲۶ ژوئیه ۱۹۳۴) یک اقتصاددان اهل هند است.
وی همچنین برنده جوایزی همچون کمک‌هزینه گوگنهایم شده است.